# لاس نافاس ديل ماركيس
بلدية لاس نافاس ديل ماركيس (بالإسبانية: Las Navas del Marqués) هي بلدية تقع في مقاطعة آبلة التابعة لمنطقة قشتالة وليون وسط إسبانيا.

## الديموغرافيا
بلغ عدد سكان بلدية لاس نافاس ديل ماركيس 5.844 نسمة عام 2011 (وفقاً للمعهد الوطني للإحصاء الإسباني).
| 4.346 | 4.252 | 4.354 | 5.113 | 5.338 | 5.784 | 5.844 |

## أعلام
- خافي نافاز